# Samenstelling Belgische Senaat 2003-2007
De lijst van leden van de Belgische Senaat van 2003 tot 2007. De Senaat telt 74 zetels. Op 18 mei 2003 tijdens de federale verkiezingen werden 40 senatoren rechtstreeks verkozen. Het federale kiesstelsel is gebaseerd op algemeen enkelvoudig stemrecht voor alle Belgen van 18 jaar en ouder, volgens een systeem van evenredige vertegenwoordiging op basis van de methode-D'Hondt, gecombineerd met een districtenstelsel en met een kiesdrempel van 5 %.
De feitelijke eedaflegging van de rechtstreeks verkozen senatoren heeft plaatsgevonden op donderdag 5 juni 2003.  Bij de eerste eedaflegging lieten reeds zeven senatoren zich vervangen door een opvolger. Op 26 april 2007 liep de legislatuur af.

## Samenstelling
|  | sp.a-Spirit | 7 | 3 | 2 | 12 |  | sp.a-Spirit   | 12 |
|  | VLD         | 7 | 3 | 2 | 12 |  | VLD           | 10 |
|  | PS          | 6 | 4 | 2 | 12 |  | PS            | 10 |
|  | MR          | 5 | 4 | 1 | 10 |  | MR            | 10 |
|  | CD&V        | 6 | 2 | 1 | 9  |  | CD&V          | 9  |
|  | Vlaams Blok | 5 | 2 | 1 | 8  |  | Vlaams Belang | 8  |
|  | cdH         | 2 | 2 | 0 | 4  |  | Onafhankelijk | 5  |
|  | Ecolo       | 1 | 1 | 0 | 2  |  | cdH           | 3  |
|  | FN          | 1 | 0 | 1 | 2  |  | Ecolo         | 2  |
|  |             |   |   |   |    |  | FN            | 1  |

Wijzigingen in fractiesamenstelling:
- In 2004 stapt Amina Derbaki Sbaï (gemeenschapssenator) uit de MR-fractie. Ze zetelt vanaf dan als onafhankelijke.
- In 2004 neemt Louis Siquet (PS) ontslag als Duitstalig gemeenschapssenator. Hij wordt vervangen door Berni Collas (MR). De PS-fractie daalt hierdoor naar 11 zetels, terwijl de MR-fractie opnieuw 10 zetels telt.
- In 2004 verlaat Luc Paque (rechtstreeks gekozen senator) de cdH-fractie. Hij zetelt vanaf dan als onafhankelijke.
- In 2005 verlaat Hugo Coveliers (rechtstreeks gekozen senator) de VLD-fractie. Hij zetelt vanaf dan als onafhankelijke.
- In 2005 verlaat Francis Detraux (rechtstreeks gekozen senator) de FN-fractie. Hij zetelt vanaf dan als onafhankelijke.
- In 2006 verlaat Jean-Marie Dedecker (gemeenschapssenator) de VLD-fractie. Hij zetelt vanaf dan als onafhankelijke.
- In 2006 neemt Jean-François Istasse (PS) ontslag als gemeenschapssenator. Hij wordt niet meer vervangen.

## Lijst van de senatoren
| Senator                     | Partij         | Taalgroep  | Aanduiding                                                                       | Opmerkingen |
| --------------------------- | -------------- | ---------- | -------------------------------------------------------------------------------- | --- |
| Mimount Bousakla            | sp.a           | Nederlands | Rechtstreeks verkozen senator.                                                   | |
| Christel Geerts             | sp.a           | Nederlands | Rechtstreeks verkozen senator.                                                   | |
| Staf Nimmegeers             | sp.a           | Nederlands | Rechtstreeks verkozen senator.                                                   | Ondervoorzitter. |
| Fatma Pehlivan              | sp.a           | Nederlands | Rechtstreeks verkozen senator.                                                   | |
| Lionel Vandenberghe         | Spirit         | Nederlands | Rechtstreeks verkozen senator.                                                   | Vervangt vanaf 5 juni 2003 Bert Anciaux, die lid wordt van de Kamer van volksvertegenwoordigers. |
| Ludwig Vandenhove           | sp.a           | Nederlands | Rechtstreeks verkozen senator.                                                   | Vervangt vanaf 5 juni 2003 Steve Stevaert, die verkiest om in het Vlaams Parlement te blijven zetelen. Vandenhove is voorzitter van de commissie Binnenlandse Zaken en Administratieve Aangelegenheden. |
| Myriam Vanlerberghe         | sp.a           | Nederlands | Rechtstreeks verkozen senator.                                                   | Voorzitter van de sp.a-Spirit-fractie. |
| Dany Vandenbossche          | sp.a           | Nederlands | Gemeenschapssenator aangeduid door het Vlaams Parlement.                         | Vervangt vanaf 18 januari 2007 Flor Koninckx, die schepen wordt van Diest. Koninckx verving van 22 juli 2004 tot 18 januari 2007 Patrick Hostekint, die het Vlaams Parlement verliet. |
| Bart Martens                | sp.a           | Nederlands | Gemeenschapssenator aangeduid door het Vlaams Parlement.                         | Vervangt vanaf 22 juli 2004 Jacques Timmermans, die het Vlaams Parlement verlaat. Timmermans was quaestor tot 6 juli 2004. |
| André Van Nieuwkerke        | sp.a           | Nederlands | Gemeenschapssenator aangeduid door het Vlaams Parlement.                         | Vervangt vanaf 22 juli 2004 Jan Van Duppen, die het Vlaams Parlement verlaat. Van Nieuwkerke is quaestor vanaf 22 juli 2004. |
| Jacinta De Roeck            | sp.a           | Nederlands | Gecoöpteerd senator.                                                             | |
| Fauzaya Talhaoui            | Spirit         | Nederlands | Gecoöpteerd senator.                                                             | Vervangt vanaf 8 juli 2004 Caroline Gennez (sp.a), die lid wordt van het Vlaams Parlement. |
| Jean Cornil                 | PS             | Frans      | Rechtstreeks verkozen senator.                                                   | |
| Jean-Marie Happart          | PS             | Frans      | Rechtstreeks verkozen senator.                                                   | Vervangt vanaf 5 juni 2003 Elio Di Rupo, die lid wordt van de Kamer van volksvertegenwoordigers. Happart was quaestor tot 20 juli 2004. |
| Franco Seminara             | PS             | Frans      | Rechtstreeks verkozen senator.                                                   | Vervangt vanaf 11 januari 2007 Marie-José Laloy, die provinciegouverneur wordt van Waals-Brabant. |
| Anne-Marie Lizin            | PS             | Frans      | Rechtstreeks verkozen senator.                                                   | Tot 20 juli 2004 voorzitter van de commissie Buitenlandse Betrekkingen en Landsverdediging en vanaf 20 juli 2004 Senaatsvoorzitter en voorzitter van de commissie Institutionele Aangelegenheden. |
| Philippe Mahoux             | PS             | Frans      | Rechtstreeks verkozen senator.                                                   | Voorzitter van de PS-fractie. |
| Philippe Moureaux           | PS             | Frans      | Rechtstreeks verkozen senator.                                                   | |
| Sfia Bouarfa                | PS             | Frans      | Gemeenschapssenator aangeduid door het Parlement van de Franse Gemeenschap.      | |
| Jean-François Istasse       | PS             | Frans      | Gemeenschapssenator aangeduid door het Parlement van de Franse Gemeenschap.      | Neemt op 1 december 2006 ontslag om schepen in Verviers te worden, maar wordt niet meer vervangen. |
| Joëlle Kapompolé            | PS             | Frans      | Gemeenschapssenator aangeduid door het Parlement van de Franse Gemeenschap.      | Vervangt vanaf 6 juni 2004 Francis Poty, die het Parlement van de Franse Gemeenschap verlaat. |
| Pierre Galand               | PS             | Frans      | Gecoöpteerd senator.                                                             | |
| Olga Zrihen                 | PS             | Frans      | Gecoöpteerd senator.                                                             | Vervangt vanaf 20 juli 2004 Christiane Vienne, die minister wordt in de Waalse Regering. |
| Stéphanie Anseeuw           | VLD            | Nederlands | Rechtstreeks gekozen senator.                                                    | Vervangt vanaf 8 juli 2004 Jean-Marie Dedecker, die lid wordt van het Vlaams Parlement. Dedecker was tot 17 oktober 2006 voorzitter van de commissie Financiën en Economische Aangelegenheden. |
| Pierre Chevalier            | VLD            | Nederlands | Rechtstreeks gekozen senator.                                                    | |
| Jeannine Leduc              | VLD            | Nederlands | Rechtstreeks gekozen senator.                                                    | Quaestor. |
| Patrik Vankrunkelsven       | VLD            | Nederlands | Rechtstreeks gekozen senator.                                                    | Vervangt vanaf 5 juni 2003 Karel De Gucht, die lid wordt van de Kamer van volksvertegenwoordigers. |
| Annemie Van de Casteele     | VLD            | Nederlands | Rechtstreeks gekozen senator.                                                    | Voorzitter van de commissie Sociale Zaken. |
| Stefaan Noreilde            | VLD            | Nederlands | Rechtstreeks gekozen senator.                                                    | Vervangt vanaf 14 juli 2003 Guy Verhofstadt, minister in de Federale Regering. |
| Hugo Coveliers              | VLD            | Nederlands | Rechtstreeks gekozen senator.                                                    | Zetelt vanaf 17 februari 2005 als onafhankelijke. Coveliers was tot 12 december 2003 voorzitter van de VLD-fractie. |
| Jean-Marie Dedecker         | VLD            | Nederlands | Gemeenschapssenator aangeduid door het Vlaams Parlement.                         | Vervangt vanaf 22 juli 2004 Jacques Devolder, die het Vlaams Parlement verlaat. Dedecker was eerder tot 6 juli 2004 rechtstreeks verkozen senator en zetelt vanaf 17 oktober 2006 als onafhankelijke. Dedecker was tot 17 oktober 2006 voorzitter van de commissie Financiën en Economische Aangelegenheden.          |
| Margriet Hermans            | VLD            | Nederlands | Gemeenschapssenator aangeduid door het Vlaams Parlement.                         | Vervangt vanaf 22 juli 2004 Didier Ramoudt, die het Vlaams Parlement verlaat. |
| Paul Wille                  | VLD            | Nederlands | Gemeenschapssenator aangeduid door het Vlaams Parlement.                         | Vanaf 12 december 2003 voorzitter van de VLD-fractie. |
| Nele Lijnen                 | Vivant         | Nederlands | Gecoöpteerd senator.                                                             | Vervangt vanaf 16 maart 2006 Jacques Germeaux (VLD), die lid wordt van de Kamer van volksvertegenwoordigers. |
| Luc Willems                 | VLD            | Nederlands | Gecoöpteerd senator.                                                             | Vanaf 21 oktober 2006 voorzitter van de commissie Financiën en Economische Aangelegenheden. |
| Jihane Annane               | MR             | Frans      | Rechtstreeks gekozen senator.                                                    | Vervangt vanaf 12 oktober 2004 Louis Michel, die lid wordt van de Europese Commissie. Michel verving van 20 juli 2004 tot 12 oktober 2004 Armand De Decker, minister in de Federale Regering. Armand De Decker was tot 20 juli 2004 Senaatsvoorzitter en voorzitter van de commissie Institutionele Aangelegenheden.  |
| Jean-Marie Cheffert         | MR             | Frans      | Rechtstreeks gekozen senator.                                                    | Vervangt vanaf 20 juli 2004 Antoine Duquesne, die lid wordt van het Europees Parlement. |
| Marie-Hélène Crombé-Berton  | MR             | Frans      | Rechtstreeks gekozen senator.                                                    | Vervangt vanaf 1 juli 2004 Alain Destexhe, die lid wordt van het Parlement van de Franse Gemeenschap. Destexhe verving van 14 juli 2003 tot 1 juli 2004 Louis Michel, minister in de Federale Regering. Crombé-Berton was eerder tot 1 juli 2004 gecoöpteerd senator en is quaestor vanaf 20 juli 2004.               |
| Nathalie de T'Serclaes      | MR             | Frans      | Rechtstreeks gekozen senator.                                                    | |
| Marc Wilmots                | MR             | Frans      | Rechtstreeks gekozen senator.                                                    | |
| Christine Defraigne         | MR             | Frans      | Gemeenschapssenator aangeduid door het Parlement van de Franse Gemeenschap.      | Voorzitter van de MR-fractie. |
| Amina Derbaki Sbaï          | MR             | Frans      | Gemeenschapssenator aangeduid door het Parlement van de Franse Gemeenschap.      | Zetelt vanaf 15 januari 2004 als onafhankelijke. |
| Alain Destexhe              | MR             | Frans      | Gemeenschapssenator aangeduid door het Parlement van de Franse Gemeenschap.      | Vervangt vanaf 6 juli 2004 Alain Zenner, die het Parlement van de Franse Gemeenschap. Zenner verving na het einde van zijn mandaat als staatssecretaris in de Federale Regering vanaf 16 juli 2003 Françoise Schepmans.                                                                                               |
| François Roelants du Vivier | MR             | Frans      | Gemeenschapssenator aangeduid door het Parlement van de Franse Gemeenschap.      | Vanaf 22 juni 2004 voorzitter van de commissie Buitenlandse Betrekkingen en Landsverdediging. |
| Berni Collas                | MR             | Duits      | Gemeenschapssenator aangeduid door het Parlement van de Duitstalige Gemeenschap. | Verving vanaf 22 januari 2004 Louis Siquet (PS), die wegens een afspraak binnen de Duitstalige Gemeenschapsregering ontslag moest nemen. |
| Jacques Brotchi             | MR             | Frans      | Gecoöpteerd senator.                                                             | Vervangt vanaf 8 juli 2004 Marie-Hélène Crombé-Berton, die rechtstreeks gekozen senator wordt. |
| Wouter Beke                 | CD&V           | Nederlands | Rechtstreeks gekozen senator.                                                    | Vervangt vanaf 22 juli 2004 Etienne Schouppe, die lid wordt van het Vlaams Parlement. |
| Sabine de Bethune           | CD&V           | Nederlands | Rechtstreeks gekozen senator.                                                    | Voorzitter van de CD&V-fractie. |
| Jan Steverlynck             | CD&V           | Nederlands | Rechtstreeks gekozen senator.                                                    | Vervangt vanaf 8 juli 2004 Stefaan De Clerck, die lid wordt van het Vlaams Parlement. |
| Elke Tindemans              | CD&V           | Nederlands | Rechtstreeks gekozen senator.                                                    | Vervangt vanaf 7 december 2006 Erika Thijs, die gedeputeerde van Limburg wordt. |
| Hugo Vandenberghe           | CD&V           | Nederlands | Rechtstreeks gekozen senator.                                                    | Ondervoorzitter en voorzitter van de commissie Justitie. |
| Marc Van Peel               | CD&V           | Nederlands | Rechtstreeks gekozen senator.                                                    | |
| Etienne Schouppe            | CD&V           | Nederlands | Gemeenschapssenator aangeduid door het Vlaams Parlement.                         | Vervangt vanaf 22 juli 2004 Ludwig Caluwé, die CD&V-fractievoorzitter wordt in het Vlaams Parlement en dit niet wil cumuleren met het mandaat van gemeenschapssenator. |
| Luc Van den Brande          | CD&V           | Nederlands | Gemeenschapssenator aangeduid door het Vlaams Parlement.                         | |
| Mia De Schamphelaere        | CD&V           | Nederlands | Gecoöpteerd senator.                                                             | |
| Nele Jansegers              | Vlaams Blok    | Nederlands | Rechtstreeks gekozen senator.                                                    | Vervangt vanaf 8 juli 2004 Frank Vanhecke, die lid wordt van het Europees Parlement. Vanhecke was tot 7 juli 2004 voorzitter van de Vlaams Blok-fractie. |
| Jurgen Ceder                | Vlaams Blok    | Nederlands | Rechtstreeks gekozen senator.                                                    | Ondervoorzitter vanaf 8 juli 2004. |
| Yves Buysse                 | Vlaams Blok    | Nederlands | Rechtstreeks gekozen senator.                                                    | Vervangt vanaf 5 juni 2003 Filip Dewinter, die verkiest om in het Vlaams Parlement te blijven zetelen. |
| Anke Van dermeersch         | Vlaams Blok    | Nederlands | Rechtstreeks gekozen senator.                                                    | |
| Wim Verreycken              | Vlaams Blok    | Nederlands | Rechtstreeks gekozen senator.                                                    | |
| Joris Van Hauthem           | Vlaams Blok    | Nederlands | Gemeenschapssenator aangeduid door het Vlaams Parlement.                         | Ondervoorzitter tot 8 juli 2004 en vanaf 8 juli 2004 voorzitter van de Vlaams Blok/Vlaams Belang-fractie. |
| Karim Van Overmeire         | Vlaams Blok    | Nederlands | Gemeenschapssenator aangeduid door het Vlaams Parlement.                         | |
| Frank Creyelman             | Vlaams Blok    | Nederlands | Gecoöpteerd senator.                                                             | |
| Clotilde Nyssens            | cdH            | Frans      | Rechtstreeks gekozen senator.                                                    | Vervangt vanaf 5 juni 2003 Joëlle Milquet, die lid wordt van de Kamer van volksvertegenwoordigers. |
| Luc Paque                   | cdH            | Frans      | Rechtstreeks gekozen senator.                                                    | Vervangt vanaf 5 juni 2003 Raymond Langendries, die lid wordt van de Kamer van volksvertegenwoordigers. Zetelt vanaf 3 februari 2004 als onafhankelijke. |
| Christian Brotcorne         | cdH            | Frans      | Gemeenschapssenator aangeduid door het Parlement van de Franse Gemeenschap.      | Vanaf 8 juli 2004 voorzitter van de cdH-fractie. |
| Francis Delpérée            | cdH            | Frans      | Gemeenschapssenator aangeduid door het Parlement van de Franse Gemeenschap.      | Vervangt vanaf 8 juli 2004 René Thissen, die het Parlement van de Franse Gemeenschap verlaat. Thissen was tot 6 juli 2004 voorzitter van de cdH-fractie. |
| Isabelle Durant             | Ecolo          | Frans      | Rechtstreeks gekozen senator.                                                    | Voorzitter van de Ecolo-fractie. |
| Josy Dubié                  | Ecolo          | Frans      | Gemeenschapssenator aangeduid door het Parlement van de Franse Gemeenschap.      | Vervangt vanaf 8 november 2005 Marcel Cheron, die het Ecolo-fractieleiderschap in het Parlement van de Franse Gemeenschap niet langer wil cumuleren met het mandaat van gemeenschapssenator. Cheron verving van 6 juli 2004 tot 8 november 2005 Michel Guilbert, die het Parlement van de Franse Gemeenschap verliet. |
| Francis Detraux             | Front National | Frans      | Rechtstreeks gekozen senator.                                                    | Vervangt vanaf 5 juni 2003 Audrey Rorive, die verkiest om in het Brussels Hoofdstedelijk Parlement te blijven zetelen. Detraux was tot 12 mei 2005 voorzitter van de Front National-fractie en zetelt vanaf 6 juni 2005 als onafhankelijke.                                                                           |
| Michel Delacroix            | Front National | Frans      | Gecoöpteerd senator.                                                             | |
| Filip van België            | -              | -          | Senator van rechtswege.                                                          | |
| Astrid van België           | -              | -          | Senator van rechtswege.                                                          | |
| Laurent van België          | -              | -          | Senator van rechtswege.                                                          | |

## Legende
- CD&V: Christen-Democratisch & Vlaams
- VLD: Open Vlaamse Liberalen en Democraten
- sp.a: Socialistische Partij anders
- Spirit: Sociaal Progressief Internationaal Regionalistisch Integraal-democratisch en Toekomstgericht
- VB: Vlaams Belang
- VLOTT: Vlaams Liberaal Onafhankelijk Tolerant Transparant
- LDD: Lijst Dedecker
- MR: Mouvement Réformateur
- PS: Parti Socialiste
- cdH: centre démocrate Humaniste
- Écolo: Ecologistes Confédérés pour l'Organisation de Luttes Originales
- FN: Front National